# Cnemotrupes lobatus
Cnemotrupes lobatus is een keversoort uit de familie mesttorren (Geotrupidae). De wetenschappelijke naam van de soort werd in 1974 gepubliceerd door Henry Fuller Howden.